# جيمي ريان (لاعب كرة قاعدة)
جيمي ريان (بالإنجليزية: Jimmy Ryan)‏ هو لاعب كرة قاعدة أمريكي، ولد في 11 فبراير 1863 في كلينتون في الولايات المتحدة، وتوفي في 29 أكتوبر 1923 في شيكاغو في الولايات المتحدة.

## وصلات خارجية
- جيمي ريان على موقعبيزبول رفرنس.كوم (الدوري الرئيسي) (الإنجليزية)
- جيمي ريان على موقعبيزبول رفرنس.كوم (الدوري الثانوي) (الإنجليزية)